# Love Is All Around 全港中英文徵文比賽
Love Is All Around全港中英文徵文比賽全称;愛、傳、城 Love Is All Around全港中英文徵文比賽，由香港新聞工作者聯會主辦,啟悟慈善基金贊助。

## 籌組委員會
榮譽主任：羅杜莉君(鷹君集團創辦人之一)
名譽主任：曾鈺成(香港特別行政區第4及第5屆立法會主席)
陳鑑林(香港理工大學校董)(第一屆)/ (香港理工大學顧問委員會成員)(第二屆)
		  陳鑑林(香港理工大學校董)
譚錦球(全國政協委員、香港各界文化促進會會長)
高佩璇(全國政協委員、香港新聞工作者聯會名譽會長)
主任：張國良(香港新聞工作者聯會會長)
		  羅啟瑞(新福港集團主席)
		  姜在忠(全國政協委員、香港新聞工作者聯會主席)
副主任：周立(中國日報亞太分社社長兼總編輯)
馬浩文(香港各界文化促進會執行會長) 
黎廷瑤(星島報業集團行政總裁兼總編輯)
劉偉忠(香港新聞工作者聯會執行主席)
譚衛兒(南華早報總編輯)
秘書長：彭文慧(香港傳媒藝術文化交流協會會長)

## 历届比赛

### 第一屆
協辦機構：香港各界文化促進會、香港傳媒藝術文化交流協會、青年議會、NOW財經台、鳳凰衛視、星島日報、南華早報
支持機構：香港特別行政區政府教育局、香港特別行政區政府民政事務局、中央政府駐港聯絡辦宣傳文體部、中央政府駐港聯絡辦教育科技部

#### 題目
以「孝」為題，寫一篇文章。

#### 評審委員(中文組)
梁天偉(香港樹仁大學新聞傳播學系主任)
梁享南(明報總編輯)
許　平(香港新聞工作者聯會常務理事)
郭一鳴(香港新聞工作者聯會副主席)
黃　煜(香港浸會大學傳理學院院長)
潘耀明(明報月刊總編輯兼總經理)
關　偉(香港城市大學媒體與傳播系高級特任講師)

#### 評審委員(英文組)
周　立(中國日報亞太分社社長兼總編輯)
陳  瑤(新華社亞太總分社副社長)
湯錦標(The Standard總編輯) 
譚衛兒(南華早報總編輯)
顧堯坤(香港新聞工作者聯會副主席)
Michael Chugani(作家、資深傳媒人)
Colin Touchin(指揮家、教育家)

### 第二屆
協辦機構：香港各界文化促進會、香港傳媒藝術文化交流協會、青年議會、NOW財經台、鳳凰衛視、星島日報、南華早報、中國中央電視台亞太中心記者站
支持機構：香港特別行政區政府教育局、香港特別行政區政府民政事務局、中央政府駐港聯絡辦宣傳文體部、中央政府駐港聯絡辦教育科技部、香港中文大學、香港浸會大學、香港理工大學、嶺南大學、香港教育大學

#### 題目
小學組：觀賞影片後為故事延續下去。
中學及公開組：觀賞影片後撰寫觀後感。

#### 評審委員(中文組)
梁天偉(香港樹仁大學新聞傳播學系主任)
梁享南(明報總編輯)
許　平(香港新聞工作者聯會常務理事)
郭一鳴(香港新聞工作者聯會副主席)
黃　煜(香港浸會大學傳理學院院長)
潘耀明(明報月刊總編輯兼總經理)
關　偉(香港城市大學媒體與傳播系高級特任講師)

#### 評審委員(英文組)
周　立(中國日報亞太分社社長兼總編輯)
常愛玲(新華社亞太總分社副社長)
湯錦標(The Standard總編輯) 
顧堯坤(香港新聞工作者聯會副主席)
Michael Chugani(作家、資深傳媒人)
Susan Ramsay(南華早報Young Post編輯)
Colin Touchin(指揮家、教育家)

## 參賽組別

### 小學組
就讀於香港小學的學生
中文組及英文組：字數為500字或以內

### 中學組
就讀於香港中學的學生
中文組及英文組：字數為1000字或以內

### 公開組
就讀於香港大專院校的學生或18歲以上香港居民
中文組及英文組：字數為1500字或以內

## 獎項
|            | 小學及中學組 中文組/英文組 | 公開組 中文組/英文組 |
| ---------- | -------------------------- | -------------------- |
| 冠軍       | HK$20,000元及獎盃          | HK$30,000元及獎盃    |
| 亞軍       | HK$15,000元及獎盃          | HK$20,000元及獎盃    |
| 季軍       | HK$10,000元及獎盃          | HK$15,000元及獎盃    |
| 優異獎十名 | HK$2,000元及獎狀           | HK$3,000元及獎狀     |